# Golden Grove Mine
Die Golden Grove Mine ist ein australischer Kupfer-Blei-Silber-Zink-Gold-Bergbau, der 52 km südöstlich von Yalgoo in Western Australia liegt.
Betrieben wird es von der Minerals and Metals Group, einer Tochter des  chinesischen Staatskonzerns China Minmetals, der das Bergwerk von der OZ Minerals im Juni 2009 erwarb. Golden Grove war Teil eines Kaufs der Sepon-, Century-, Rosebery- und Avebury-Bergwerke, der Dugald-River-, High-Lake- und Izok-Lake-Projekte, als auch einiger Lagerstättenerkundung-Projekte im Wert von US-Dollar 1,354 Milliarden von der OZ Minerals an China Minmetals.
Der Kauf, der auch die Prominent Hill Mine umfasste, wurde von Regierung Australiens wegen nationaler Interessen nur teilweise genehmigt. Dies gab der Finanzminister Wayne Swan bekannt, da die Prominent Hill Mine nicht in dem Kaufvertrag aufgenommen werden kann, weil sie in einem militärischen Sperrgebiet liegt, in der Woomera Prohibited Area. Der Vertrag konnte nur abgewickelt werden, nachdem auf den Kauf von Prominent Hill verzichtet wurde.

## Geschichte
Das Bergwerk gehörte ursprünglich der Australian Consolidated Minerals Pty Ltd, bevor sie im November 1991 in das Eigentum von Normandy Poseidon Ltd kam. Normandy, heute Normandy Mining Ltd, wurde im Februar 2002 von der Newmont Australia Ltd übernommen.
Newmont verkaufte das Bergwerk im Juni 2005 an die Oxiana Limited für AUD 265 million und Oxiana fusionierte mit Zinifex Mitte 2008 zur OZ Minerals. OZ Minerals musste Golden Grove im Juni 2009 an China Minmetals, wie auch seine anderen Bergwerke verkaufen, als das Unternehmen in finanzielle Schwierigkeiten geriet.
Die Golden Grove Mine besteht heute aus zwei Bergwerken, die etwa 3 Kilometer auseinander liegen. Es sind dies der Untertagebau Gossan Hill im Hartgestein und Scuddles, die beide Zink, Kupfer, Blei, Silber und Gold fördern. Die Lagerstätte Gossan Hill wurde 1971 und Scuddles 1979 entdeckt.
2008 betrugen die Einnahmen der Bergwerke AUD 266,2 Millionen und das Ergebnis im operativen Geschäft lag bei AUD 72,1 Millionen.
Im Juni 2009 gab OZ Minerals bekannt, dass ein technischer Defekt ihres Erz-Mahlwerks in der Golden Grove Mine, die Förderung einen Monat lang außer Betrieb gesetzt hatte, kurz bevor man sich zum Verkauf entschlossen hatte. Der Betrieb konnte einen Monat später im Juli 2009 fortgesetzt werden.

## Produktion
Produktionsergebnisse der Golden Grove: 1
| Jahr  | Kupfer   | Gold           | Blei     | Silber       | Zink      |
| 2001  | 22.249 t | 5.356 oz       | 4.937 t  | 975.146 oz   | 77.569 t  |
| 2002  | 19.500 t | 10.300 oz      | 4.937 t  | 899,500 oz   | 34.571 t  |
| 2003  |          |                |          |              |           |
| 2004  |          |                |          |              |           |
| 2005  | 21.808 t | 25.272         | 4,949 t  | 2.174.620 oz | 70.508 t  |
| 2006  | 10.811 t | 49.354 oz      | 11.458 t | 3.005.611 oz | 138.817 t |
| 2007  | 15.404 t | 48.807 oz      | 8.119 t  | 3.165.408 oz | 131.954 t |
| 2008  | 18.467 t | 47.755 oz      | 13.300 t | 3.157.837 oz | 139.900 t |
| 20092 | 16.658 t | 0,9 million oz | 2.662 t  | 818.050 oz   | 36.375 t  |

1 lediglich Januar bis September 2002.

2 Ergebnis nur für Metall vom Juni bis Dezember 2009.